# Dijkstoel

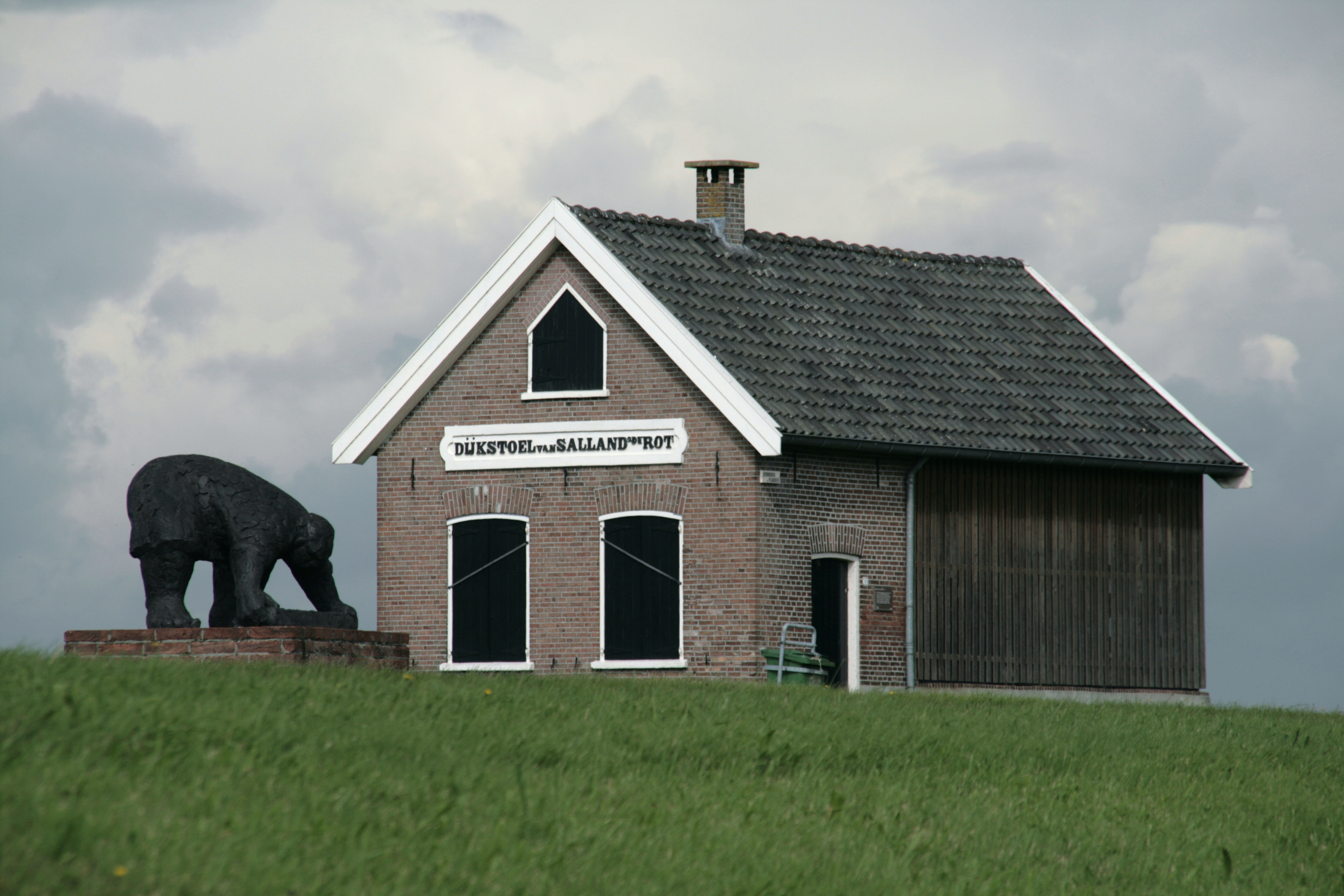
Opslagschuur van Dijkstoel Salland op de IJsseldijk bij Den Nul (rijksmonument)

Een dijkstoel was een bestuurlijk lichaam dat overeenkwam met een polderbestuur of waterschapsbestuur.
Het was een college dat bestond uit een dijkgraaf en een aantal heemraden en hield zich bezig met inspectie (schouwen) van de dijken en andere waterhuishoudkundige werken. Dit college was ook bevoegd om sancties uit te delen. Het trad op in naam van de heer.
Het gezag van de dijkstoel voor waterschapszaken was te vergelijken met dat van de schepenbank voor burgerlijke zaken.